# Cansu Özbay
Cansu Özbay (Esmirna, 17 de outubro de 1996) é uma voleibolista turca que atua na posição de levantadora. Mede 1,88 m e pode atacar a 2,98 m e bloquear a 2,90 m. Desde 2016 atua no clube VakıfBank SK.

## Carreira
A trajetória profissional de Özbay  inciou-se quando ingressou nas categorias de base do Arkas SK, e pelo elenco juvenil  atuou por três anos e passou para o elenco adulto no ano de 2012, quando disputou a Liga B Turca.
Na temporada 2014-15 disputou pela primeira vez a Liga A Turca pelo Beşiktaş İstanbul, sendo cedida em 2015  para uma curta passagem para o Nilüfer Belediye SK, retornando na sequência.
No período de 2016-17 é contratada pelo VakıfBank SK e na jornada 2021-22 completa sua sexta temporada por este clube, conquistando dois mundiais de clube, dois títulos europeus, três nacionais, duas supercopas e duas copas da Turquia.
Pela seleção turca, a representou nas categorias de base, conquistando a medalha de bronze no Campeonato da Europa Sub-18 em 2013 e no Campeonato da Europa Sub-20 em 2014. Na seleção principal estreou em 2018 conquistando a medalha de prata na Liga das Nações  e também no campeonato europeu de 2019. Em 2021 ganhou a medalha de bronze na Liga das Nações e no campeonato europeu, disputou a edição dos Jogos Olímpicos de Verão de 2020 .

## Clubes
| Clube               | De        | A         |
| ------------------- | --------- | --------- |
| Arkas SK            | 2009-2010 | 2012-2014 |
| Beşiktaş İstanbul   | 2014-2015 | 2014-2015 |
| Nilüfer Belediye SK | 2015-2015 | 2015-2015 |
| Beşiktaş İstanbul   | 2015-2016 | 2015-2016 |
| VakıfBank SK        | 2016-2021 | atual     |

## Conquistas

### Clubes
- Campeonato Turco

2017-18, 2018-19, 2020-21 e 2021-22
- Copa da Turquia

2017-18, 2020-21 e 2021-22
- Supercopa Turca

2017 e 2021

## Premiações individuais
- Melhor levantadora da Liga das Nações de 2018
- MVP da Turquia no Montreux Volley Masters de 2018
- MVP da Supercopa Turca de 2021
- Melhor Levantadora da Liga A Turca de 2018-19
- Melhor Levantadora da Liga A Turca de 2017-18